# Lavallee Point
Lavallee Point är en udde i Antarktis. Den ligger i Östantarktis. Australien gör anspråk på området.
Terrängen inåt land är platt åt nordost, men åt sydväst är den kuperad. Trakten är glest befolkad. Närmaste befolkade plats är Odell Glacier Station, 4,8 kilometer sydost om Lavallee Point. 